# Balas Klumprik
Balas Klumprik is een bestuurslaag in het regentschap Soerabaja van de provincie Oost-Java, Indonesië. Balas Klumprik telt 11.472 inwoners (volkstelling 2010).